# Odile Chalvin
Odile Chalvin (* 2. Oktober 1953 in Le Bourg-d’Oisans) ist eine ehemalige französische Skirennläuferin. Sie ging im Weltcup in den technischen Disziplinen an den Start und war besonders im Slalom erfolgreich.

## Biografie
Chalvin war in der ersten Hälfte der 1970er Jahre Mitglied der französischen Skinationalmannschaft. Die ersten Punkte in einem Weltcuprennen holte sie als 18-Jährige am 29. Januar 1971 als Neunte des Slaloms im heimischen Saint-Gervais-les-Bains. Im darauf folgenden Winter fuhr sie vier Mal in die Punkteränge. Das beste Ergebnis ihrer Karriere gelang ihr zum Auftakt der Saison 1972/73, als sie beim Slalom von Val-d’Isère hinter der Deutschen Pamela Behr auf den zweiten Platz fuhr. Es blieb die einzige Podestplatzierung ihrer Karriere. 1975 trat sie vom Spitzensport zurück.

## Erfolge
- 10 Platzierungen unter den besten zehn im Weltcup, davon ein Podestplatz
- Französische Meisterin im Riesenslalom und in der Kombination 1974